# Гостиный двор (Киев)
Гостиный двор (укр. Гостиний двір) — памятник национального значения, объект культурного наследия на Контрактовой площади (на Подоле) в Киеве, возведённый в 1809 году вместо старого двора (1760-е годы, архитектор Иван Григорович-Барский).
Здание Гостиного двора было незаконно удалено из списка памятников архитектуры Украинской ССР постановлением Кабинета Министров Украины № 1380 от 15 августа 2011 года. 27 октября 2015 года Окружной административный суд города Киева признал незаконным и недействительным постановление Кабинета Министров Украины.

## История строительства
В 1808 году итальянский архитектор Луиджи Руска предложил новый проект Гостиного двора в стиле классицизма. Это должен был быть монументальный торговый комплекс в виде замкнутого прямоугольника с внутренним служебным помещением, к которому вели шесть ворот.
Тем не менее, сразу его завершить не удалось из-за пожара 1811 года, который охватил значительную часть Киева, а также из-за войны 1812 года. На то время построили лишь первый этаж здания, хотя по плану архитектора этажей должно было быть два. Пришлось только накрыть первый этаж крышей и оставить здание одноэтажным. Внешние стороны двора были окружены арочными галереями, фасады (южный и северный — длиной по 100 м, восточный и западный — по 60 м) украшены пилястрами и покрашены в жёлтый и белый цвета.
Первая реконструкция была произведена в 1828 году первым главным архитектором Киева Андреем Меленским после пожара, а во второй половине XIX столетия здание было снова перестроено (замурованы арочные галереи).
Следующая масштабная реконструкция была проведена в 1982—1990 годах под руководством архитектора В. П. Шевченко. Здание было снесено вместе фундаментом, заново отстроено из кирпича и приняло вид, который был запланирован ещё первым проектом.

## Использование

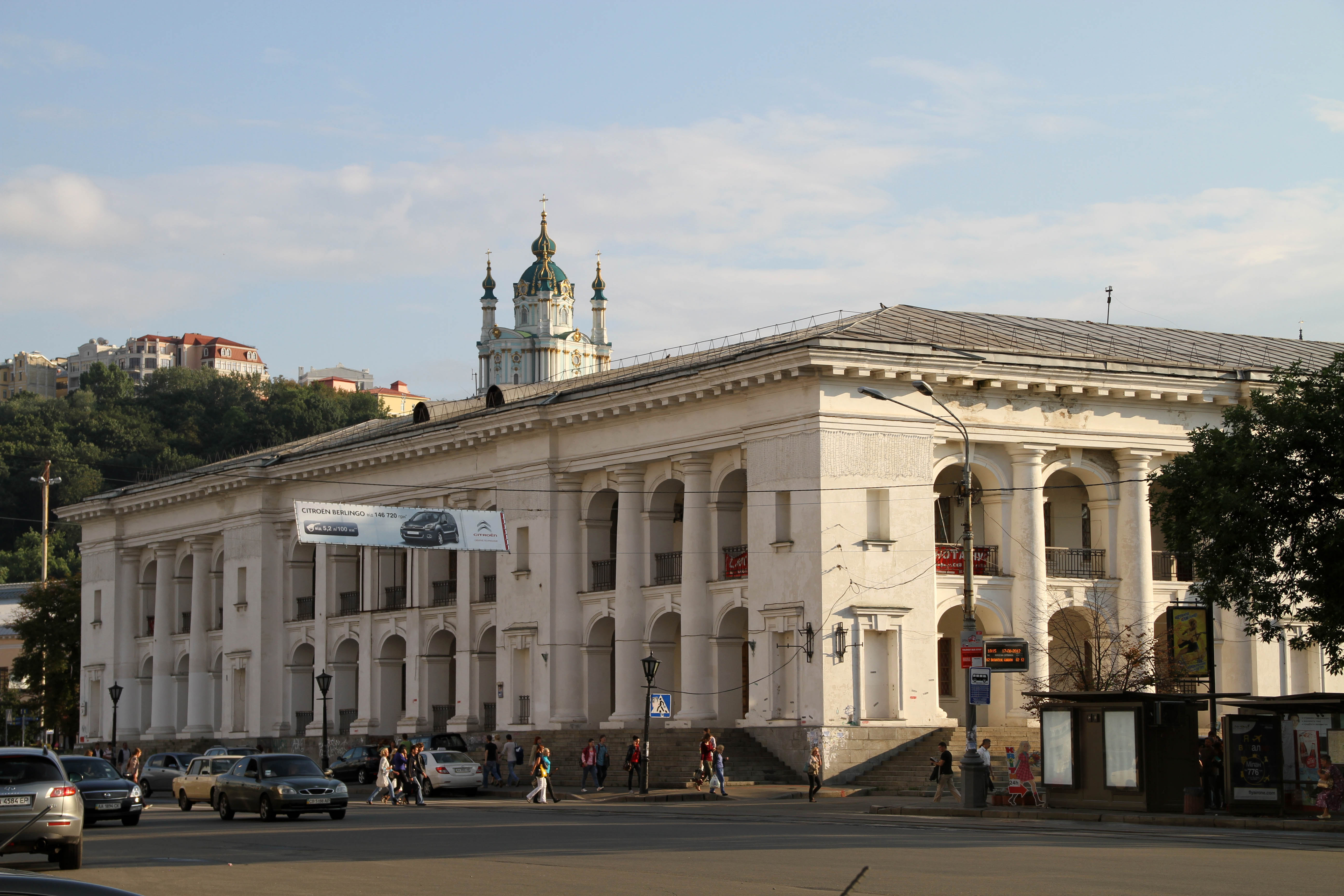
Гостиный двор (2012).

Гостиный двор имел 50 магазинов (а также мастерские), которые были сгруппированы в ряды — железный, шёлковый, суконный. Это были полностью конкурентоспособные производства, которые потеряли свой статус лишь во второй половине XIX столетия — после отмены Магдебургского права в 1835 году и открытия больших фабрик и заводов.
Во время Великой Отечественной войны двор полностью пришёл в упадок. Уже в послевоенное время в помещениях гостиного двора работали гастрономы, галантереи, магазины культтоваров. Тут же располагались швейная мастерская, конторы строительно-монтажных управлений, централизованные склады. Подземные складские помещения хорошо сохранились — во дворе постоянно разгружали всяческие товары и материал.
В 1994 году в Гостинном дворе был снят музыкальный видеоклип Народного артиста Украины Павла Зиброва «Білий цвіт на калині» с участием Народных артистов Украины: Иво Бобула, Лилии Сандулесы, Виталия Белоножко и Светланы Белоножко.
На данный момент в помещениях Гостиного двора расположена Государственная научная архитектурно-строительная библиотека им. В. Заболотного. Театр, ресторан и магазин уже закрылись.

### Реорганизация в частный торгово-офисный центр
Частная компания «Специальное научно-реставрационное проектное строительно-производственное предприятие „Укрреставрация“» в 2011 году взяла в аренду памятник архитектуры у государственной компании «Фонд государственного имущества». Было решено реконструировать здание, но так как памятники архитектуры реконструировать запрещено, то 15 августа 2011 г. департамент Кабинета министров издал постановление № 1380 «Об исключении здания Гостиного двора в г. Киеве из списка памятников архитектуры Украинской ССР, которые пребывают под охраной государства». 3 августа 2012 года президент Украины Виктор Янукович разрешил приватизацию здания Гостиного двора. Несмотря на это, по закону № 574-VI от 23 сентября 2009 года «О перечне памятников культурного наследия, которые не подлежат приватизации», здание Гостиного двора продолжает входить в перечень «памятников культурного наследия, которые не подлежат приватизации».
Реконструкцию бывшего памятника архитектуры поручили архитектору Андрею Миргородскому, чтобы реализация велась «Укрреставрацией». Сам Андрей Миргородский не понимает, почему здание было памятником архитектуры, по его словам, оно выглядит как «трамвайное депо». Против изменения облика исторического здания неоднократно высказались жители Киева, но их протесты услышаны не были. К активистам, среди которых были участники распавшегося движения «Сохрани старый Киев», присоединялись известные деятели: 19 декабря 2012 года прибыл Виталий Кличко. На него и защитников здания была направлена струя газа. По мнению Михаила Кальницкого: 

 По проекту реконструкции предусматривается надстройка крыши, мансарды выше уровня существующей, ликвидация внутренней арочной галереи, застекление её. Я считаю этот проект недопустимым, ведь изменится вид здания. Да и создавать на Подоле место притяжения транспорта — неправильно. Что, другого нет места для торговли?
20 декабря 2012 года Киевсовет не захотел рассматривать отмену решения от 20 сентября 2012 года «О передаче ПАО „Укрреставрация“ земельного участка под реконструкцию здания Гостиного двора в торговый центр с гостевой стоянкой». Между тем, «Укрреставрация» разрешила, чтобы после реконструкции в здании кроме офисов были и творческие мастерские.
Одной из основных целей реорганизации была крыша здания. Из Гостиного зала выселили театр на Подоле, кафе и магазины, позже — архитектурно-строительную библиотеку имени В. Заболотного. Активисты продолжали дежурить в здании и проводить в нём различные акции.

#### Пожар на крыше здания
В ночь с 8 на 9 февраля 2013 года в 2 часа ночи активистами Гостиного двора был обнаружен пожар на крыше здания над институтом реставрации библиотеки. Пожарные были вызваны участником акции в защиту Гостиного двора Евгением Парфеновым. Пожар на площади 200 м² тушили 6 часов и он сильно повредил крышу. По мнению народного депутата Александра Бригинца, пожар — умышленный поджог, сделанный с целью ускорения процесса реконструкции здания. Депутат так же выразил озабоченность тем, что во время ремонтных работ, строительный мусор (в частности, элементы из древесины) никуда вывезены не были, а были оставлены на территории объекта, а также то, что «пожар» произошёл в выходной день. По его словам: 

Во-первых, скажу, что защитники Гостиного двора — наименее заинтересованы в каких-то эксцессах на территории здания, а тем более — в поджогах. Идея с поджогами — это практика тех, кто каким-то образом хочет разрушить дом. Яркий пример здесь — дом на улице Аллы Тарасовой. Это специальная технология — зажечь, здание погорел немного, а уже тогда можно требовать ремонтные работы, реконструкцию здания. Понятно, что причины должно установить следствие, но все очень похоже на умышленный поджог
Из-за пожара пришлось срочно отселять последних жильцов здания библиотеку и институт реставрации. Глава правления КУПР Сергей Мельниченко отметил: 

За несколько дней до события Дмитрий Ярич, директор ПАО «Укрреставрация» (именно это акционерное общество проводит строительные работы в Гостином дворе), советовал участникам акции забрать личные вещи, чтобы не потерять их, и покинуть помещение, потому что могут быть большие проблемы. К тому же, пророческие настроения были у работников милиции: три дня назад милиционеры намекали на то, что может быть пожар, и в таком случае работе пожарных будут мешать заблокированные въезды в арки здания. Также странным является тот факт, что возгорание произошло непосредственно над тем местом, где была дислокация активистов

#### Разгон активистов усилиями «Беркута»
18 февраля 2013 года возле Гостиного двора противостояние между активистами и представителями застройщиков обострилось. Прибывший на место события «Беркут» разогнал протестующих, часть активистов была незаконно задержана. Также «Беркут» затолкнул в автозак народного депутата Украины 7-го созыва Андрея Мищенко (ВО «Свобода»).

### Гостиный двор после Революции достоинства

#### 2014 год
3 июля 2014 года Киевский городской совет отменил землеотвод под реконструкцию Гостиного двора на Контрактовой площади.

#### 2015 год

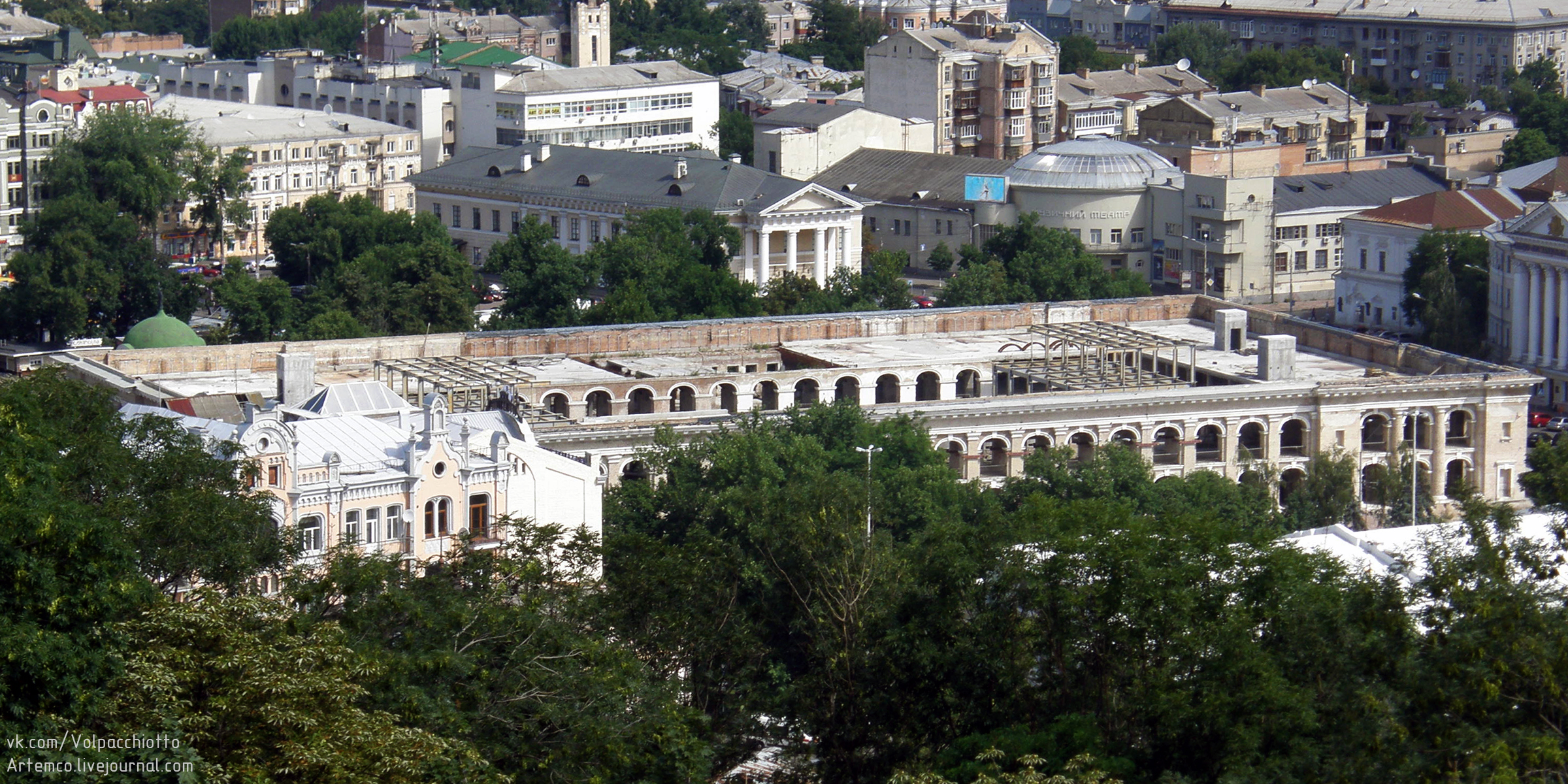
вид на Гостиный двор с Андреевской горы

27 октября Окружной административный суд города Киева признал незаконным и недействительным постановление Кабинета Министров Украины от 15 августа 2011 года № 1380 «Про исключение здания Гостиного двора в городе Киеве со списка памятников архитектуры Украинской ССР, что пребывают под охраной государства». Народный депутат Украины Игорь Луценко разместил решение суда в своем блоге на «Украинской правде».
17 декабря Фонд государственного имущества Украины досрочно разорвал договор аренды с частной фирмой «Укрреставрация». Кабинет Министров Украины отозвал апелляцию.

#### 2016 год
21 января Киевский апелляционный административный суд вернул Гостиному двору статус памятника национального значения.
В ноябре 2016 года Прокуратура города Киева возобновила расследование дела о незаконном ведении строительных работ ПАТ «Укрреставрация» в Гостином дворе.

#### 2018 год
Киевский апелляционный хозяйственный суд поддержал позицию прокуратуры Киева и вернул государству здание Гостиного двора.